# Aiello del Friuli
Aiello del Friuli (tiếng Friulia Daèl) là một đô thị ở tỉnh Udine trong vùng Friuli-Venezia Giulia thuộc Ý, có cự ly khoảng 45 km về phía tây bắc của Trieste và khoảng 25 km southvề phía đông của Udine. Tại thời điểm ngày 31 tháng 12 năm 2004, đô thị này có dân số 2.229 người và diện tích là 13,0 km².
Đô thị Aiello del Friuli có các frazione (đơn vị cấp dưới) Joannis (tiếng Friulia Uanis).
Aiello del Friuli giáp các đô thị: Bagnaria Arsa, Campolongo al Torre, Cervignano del Friuli, Ruda, San Vito al Torre, Visco.
Joannis là nơi sinh của Enzo Bearzot, cựu cầu thủ và ông bầu bóng đá người Ý.